# Harboøre (plaats)
Harboøre is een plaats in de Deense regio Midden-Jutland, gemeente Lemvig, en telt 1662 inwoners (2008).